# Stickney (Krater)

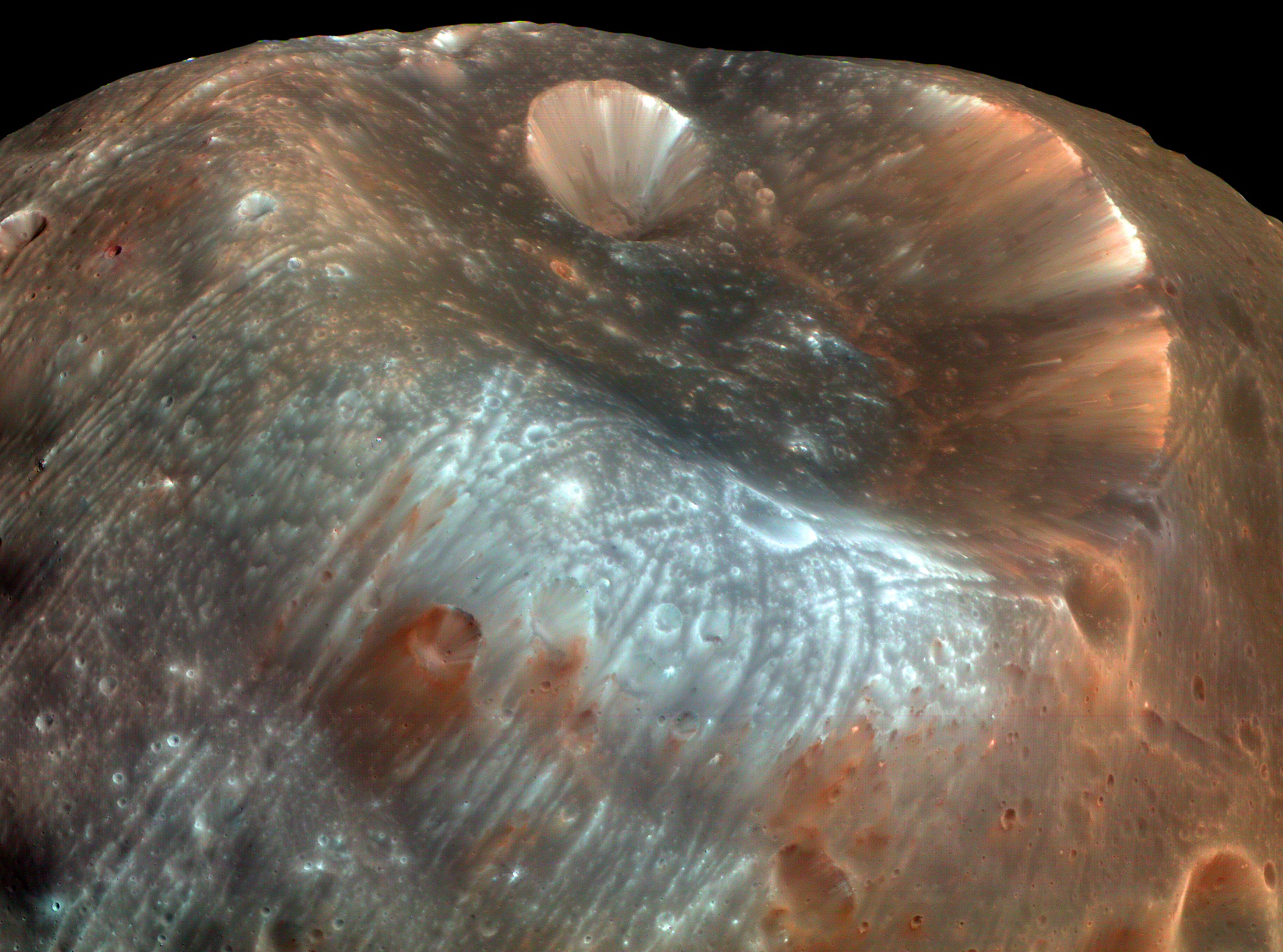
Der Krater Stickney, Aufnahme des Mars Reconnaissance Orbiter in (überbetonten) Falschfarben (2008)

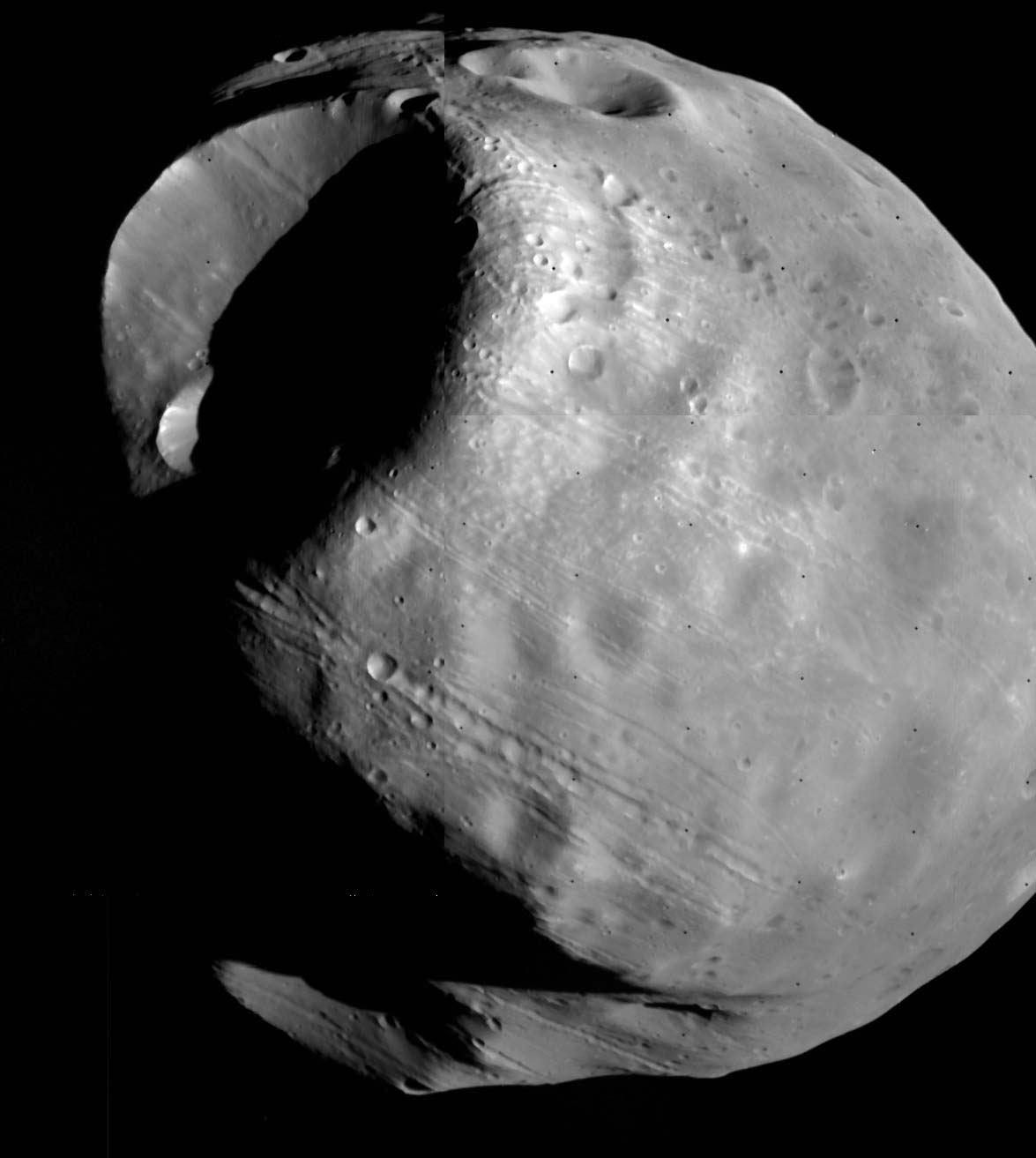
Phobos, marszugewandte Seite, Aufnahme von Viking Orbiter 1 (1978)

Stickney ist der größte Einschlagkrater auf dem Marsmond Phobos. Sein Durchmesser beträgt 9 km. Damit nimmt der Krater einen beträchtlichen Teil der Oberfläche des etwa 27 × 22 × 18 km großen Mondes ein. Stickney befindet sich auf der Mitte des Westrandes der marszugewandten Seite des Mondes.
Der Krater ist nach Chloë Angeline Stickney Hall benannt, der Ehefrau des US-amerikanischen Astronomen Asaph Hall, der die beiden Marsmonde Phobos und Deimos entdeckte. Die Benennung des Kraters erfolgte 1973 nach Aufnahmen der Sonde Mariner 9.
Stickney besitzt in seinem Inneren einen kleineren Einschlagkrater, der von einem späteren Einschlag herrührt und etwa 2 km im Durchmesser misst. Dieser wurde 2006 Limtoc getauft, nach einer Figur in Gullivers Reisen.
In seinem Inneren weist Stickney eine deutliche streifenartige Textur auf, die von Gesteinsrutschen stammt, von Material, das in den Krater abgerutscht ist.
Von Stickney scheinen außerdem strahlenartig Rillen und Kraterketten auszugehen. Erkenntnissen zufolge, die 2006 durch Daten der Sonde Mars Express gewonnen wurden, haben diese jedoch keine ursächliche Verbindung zu Stickney, sondern könnten von Material geformt worden sein, das von Einschlägen auf dem Mars stammt. Nach einer neueren Deutung von 2015 sind die Rillen mit „Dehnungsstreifen“ vergleichbar und haben ihre Ursache in den starken Gezeitenkräften, denen der Mond ausgesetzt ist.